# Lion
Lion er et australsk-amerikansk drama fra 2016 instrueret af Garth Davis. Filmen har Dev Patel, Rooney Mara, Nicole Kidman og David Wenham på rollelisten. Filmen er baseret på den sande historie om den adopterede Saroo Brierley der opsøger sin biologiske familie, 25 år efter de blev adskilt.
Lion modtog seks Oscar-nomineringer i 2017, heriblandt Bedste Film, nomineringer til Patel og Kidman for deres skuespillerpræstationer, samt for Bedste Adapterede Manuskript. Den vandt to BAFTA-priser, en for Patels arbejde og en for filmens manuskript. Filmen klarede sig godt i biografen, hvor den indtjente $140 millioner på verdensplan og er en af de mest indtjenende australske film nogensinde, mens den solgte 69.893 billetter i Danmark.

## Medvirkende
- Dev Patel – Saroo Brierley
  - Sunny Pawar – Ung Saroo Brierley
- Rooney Mara – Lucy, Saroos kæreste
- David Wenham – John Brierley, Saroos far
- Nicole Kidman – Sue Brierley, Saroos mor
- Abhishek Bharate – Guddu Khan, Saroos biologiske bror
- Priyanka Bose – Kamla Munshi, Saroos biologiske mor